# キャシー・キニー
キャシー・キニー（Kathy Kinney,  1954年11月3日 - ）は、アメリカ合衆国の女優である。

## 来歴
1954年、ウィスコンシン州に生まれる。両親は共にアイルランド系だった。高校を卒業した後、1972年から1974年までの2年間カリフォルニア州保全部隊のメンバーとして働き、ウィスコンシンの大学へ進学。その後ニューヨークへ渡ると、テレビ局WCBS-TVの秘書としての仕事に就いた。同時期にスタンダップコメディアンとしてバーやクラブへの出演を開始し、コメディエンヌとしての才能を開花。ロサンゼルスへ移った後は、テレビや映画のオーディションを受け続け、小さいながらも様々な映画やテレビドラマの役を得てキャリアを重ねていった。
彼女のキャリアで特に知られているのは、トークショーの司会者、コメディアンとして知られるドリュー・キャリーのシットコム『ドリュー・ケリー DE ショー!』への出演。番組ではドリュー・キャリー演じる主人公の妻ミミを演じており、その強烈な印象から一気に人気に火がついた。それ以降も主にテレビで活躍しており最近ではコメディドラマ『The Secret Life of the American Teenager』へもレギュラー出演している。

## 出演作品

### 映画
- Parting Glances (1986)
- 風の遺産 Inherit the Wind (1988)
- Promised a Miracle (1988) ※テレビ映画
- 3人のゴースト Scrooged (1988)
- 3人の逃亡者 Three Fugitives (1989)
- アイリスへの手紙 Stanley & Iris (1990)
- アラクノフォビア Arachnophobia (1990)
- タグチーム Tagteam (1991)
- ニューヨーク恋泥棒 The Linguini Incident (1991)
- Cruel Doubt (1992) ※テレビ映画
- ボーイズ・ライフ This Boy's Life (1993)
- 心のままに Mr. Jones (1993)
- Runway One (1995) ※テレビ映画
- Picking Up the Pieces (2000)
- Lost in the Pershing Point Hotel (2000)
- Behind the Seams (2000)
- レニー・ザ・ワンダードッグ Lenny the Wonder Dog (2005)

### テレビドラマ
- ニューハート Newhart (1989 - 1990)
- ドリーム・オン Dream On (1991)
- Step by Step (1992)
- Fallen Angels (1993)
- となりのサインフェルド Seinfeld (1993)
- Bakersfield P.D. (1994)
- フルハウス Full House (1995)
- ボーイ・ミーツ・ワールド Boy Meets World (1995)
- Grace Under Fire (1995)
- ドリュー・ケリー DE ショー! The Drew Carey Show (1995 - 2004)
- 新スーパーマン Lois & Clark: The New Adventures of Superman (1996)
- コーチ Coach (1997)
- ジェネラル・ホスピタル General Hospital (1998)
- ふたりの男とひとりの女 Two Guys, a Girl and a Pizza Place (1998)
- Chicken Soup for the Soul (1999)
- The Hughleys (1999)
- Nikki (2001)
- マイネーム・イズ・アール My Name Is Earl (2007)
- The Secret Life of the American Teenager (2009 - 2013)
- Love Bites (2011)

### テレビアニメ
- Big Guy and Rusty the Boy Robot (1999)
- スクービー・ドゥー What's New, Scooby-Doo? (2002)
- 学園パトロール フィルモア Fillmore! (2003)
- A Scooby-Doo! Christmas (2004)
- ザ・ペンギンズ from マダガスカル The Penguins of Madagascar (2009, 2011)

## 参照
1. 1 2 3  “Come See About Mimi”. 2014年6月28日閲覧。